# Shuri
Shuri (okinawaïen : 首里, translittération : Sui ; japonais : 首里 (Shuri)) est l'ancienne capitale du royaume de Ryūkyū, vassal de la Chine impériale, sous les dynasties Ming et Qing. Située sur l'île d'Okinawa, elle était la résidence des rois et de l'aji, la noblesse d'Okinawa.
À la suite de la guerre d'annexion (1872-1879) de l'archipel Ryūkyū par le Japon, elle devient une simple ville de la préfecture d'Okinawa qui prend pour capitale la ville voisine de Naha, dont elle est devenue un quartier de la banlieue en 1954.
C'est dans cette ville, surtout parmi la noblesse, que s'est développé l'un des deux styles majeurs (le Shuri-Te ou « Main de Shuri ») des techniques de combat à mains nues devenues le karaté que nous connaissons aujourd'hui.
Lorsque le roi Shō Hashi unifia les trois « comtés » d'Okinawa, instaurant le royaume de Ryūkyū, il résidait au château de Shuri. Shuri devenait donc la capitale du royaume, et le resta jusqu'à la fin de la deuxième dynastie Shō.
Sous le règne de Shō Shin, la plupart des membres de l'aji furent forcés de quitter leurs terres pour résider à Shuri, de façon à créer un royaume centralisé et fort.
Pendant 450 ans, depuis le début du XVe siècle, Shuri, était le siège de l'administration centrale du royaume de Ryūkyū, ainsi que de la cour du roi.
Shuri était durant toute cette période le centre politique, économique et culturel des îles Ryūkyū.